# Champfleur

Champfleur este o comună în departamentul Sarthe, Franța. În 2009 avea o populație de 1,431 de locuitori.